# S&M (Lied)
S&M ist ein Lied der barbadischen Sängerin Rihanna aus ihrem fünften Studioalbum Loud. Vor der Albumveröffentlichung gelangte S&M am 5. November 2010 erstmals mit weiteren Liedern des Albums ins Internet und wurde am 21. Januar 2011 als dritte Single-Auskopplung des Albums veröffentlicht. Musikalisch ist S&M ein Eurodance-, Elektropop- und Dance-Pop-Song.
S&M wurde von Musikkritikern mit gemischten Bewertungen aufgenommen. Wie die Vorgänger Only Girl (In the World) und What’s My Name?, wurde S&M erneut ein weltweiter Erfolg und erreichte bislang in 12 Ländern die Top Ten der Charts, darunter in Australien, wo das Lied 5 Wochen auf Platz 1 der australischen Charts stand. In Neuseeland sowie Deutschland erreichte S&M Platz 2 und in Großbritannien Platz 3. Nach der Veröffentlichung eines Remixes des Songs mit Britney Spears als Gastsängerin erreichte S&M Platz 1 in den US Billboard Hot 100. Für Rihanna ist es der 10., für Britney Spears der 5. Nummer-1-Hit in diesen Charts. Auch in Kanada konnte das Lied Platz 1 erreichen. Dort ist es sowohl für Rihanna als auch für Spears jeweils die 5. Nummer-1-Single, womit die beiden Künstlerinnen die meisten Nummer-eins-Hits in der Geschichte der Billboard Canadian Hot 100 haben.

## Hintergrund

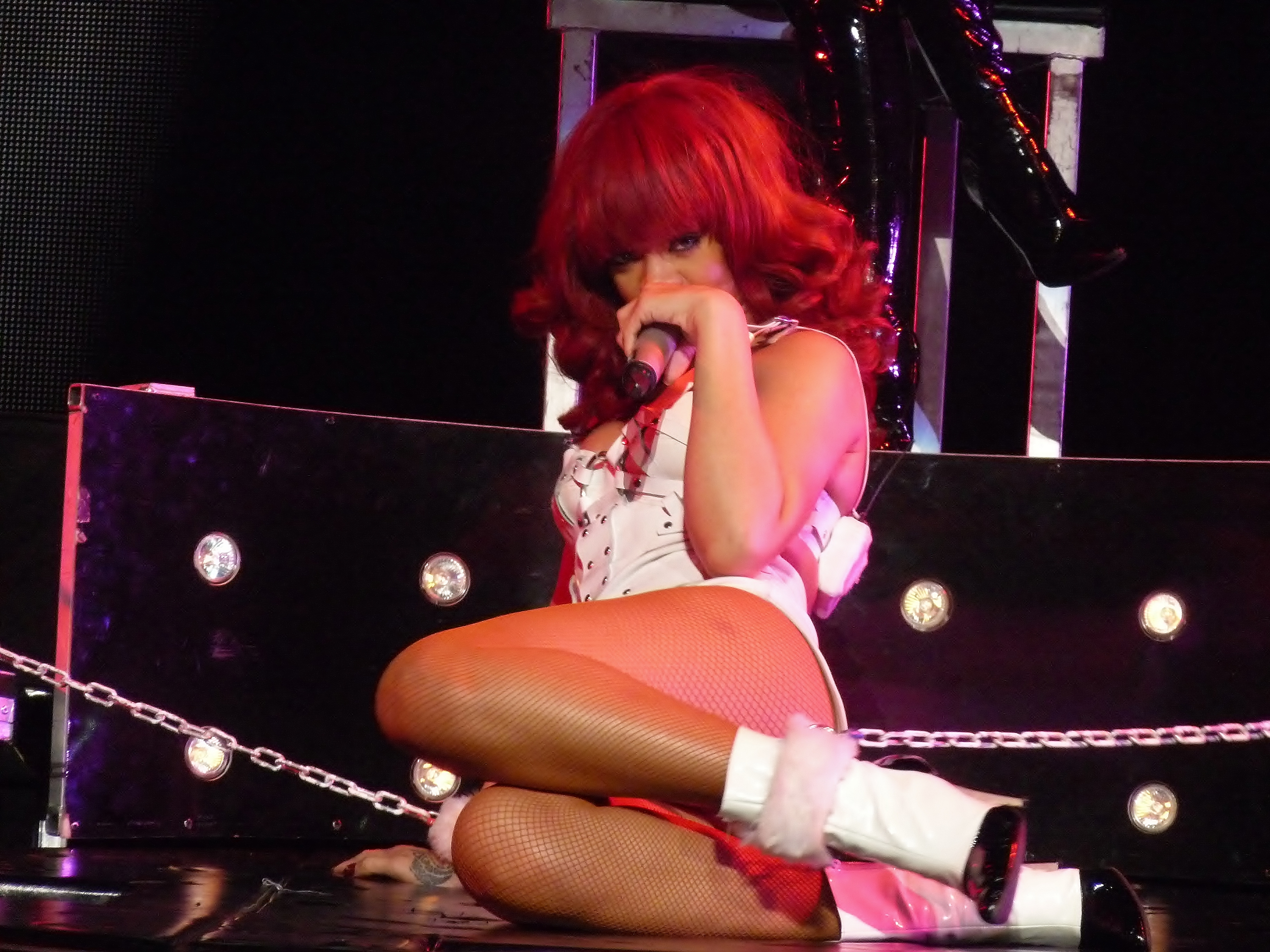
Rihanna singt „S&M“ auf ihrer Loud Tour in Sunrise, Florida am 14. Juli 2011.

Während eines Radiointerviews in der Elvis Duran and the Morning Show erklärte Rihanna, dass ihre Fans über die nächste Single abstimmen sollten, sie nannte zwei Lieder, S&M und Cheers (Drink to That). Die Fans entschieden sich für S&M. Rihanna nahm eine Remixversion zu S&M mit dem Rapper J. Cole auf, die am 17. Januar 2011 Onlinepremiere hatte und am 8. März 2011 zu US-amerikanischen Radiostationen gesendet wurde. Die normale Version von S&M wurde am 25. Januar 2011 an die US-amerikanischen Radiostationen gesendet.
Im April 2011 nahm Rihanna die Single S&M mit Britney Spears zusammen neu auf. Am 11. April fand ein Radiointerview mit Rihanna statt, in dem sie bestätigte, dass die neue Version um 0:00 Uhr Ortszeit erscheint. Eine Radiopremiere der Version hat bereits stattgefunden. Die Versionen unterscheiden sich in einer neuen Zeile und den Parts die Spears singt. Nach der digitalen Veröffentlichung des Remixes erreichte S&M in kürzester Zeit in den USA, Kanada, Mexiko, Spanien und Portugal Platz 1 der iTunes-Charts.
Am 20. April 2011 teilte das US-Musikmagazin Billboard mit, dass sich das Feature, kombiniert mit der Original-Version, 293 000 Mal digital verkaufte und somit sowohl in den Billboard Hot 100 als auch bei den Billboard Digital Songs Platz 1 erreichte. Auch in Kanada erklomm S&M Platz 1 der Canadian Hot 100 und der Digital Songs-Charts.

## Struktur
S&M ist ein Eurodance-Titel, produziert von den Norwegern Stargate und dem Franzosen Sandy Vee. Das Lied enthält ebenfalls Elemente aus Elektropop und Dance-Pop.
Chris Richards von der Washington Post erklärte: „Die Schlafzimmer-Fantasien sind auf S&M deutlich spürbar, mit einer Rihanna, die ihre Liebe zu „Ketten und Peitschen“ ausdrückt, mit ihrer besten Lady-Gaga-Pantomime.“ In einem Interview mit dem Spin-Magazin erklärte Rihanna, die Leute sollen es nicht so ernst mit dem Inhalt nehmen: „Ich meine das nicht auf sexuelle Weise, sondern eher metaphorisch. [...] Es ist eher etwas, was man sagt, damit die Leute reden... Leute werden sowieso über dich reden, das kannst du nicht verhindern. Du musst einfach die starke Person sein und wissen, wer du bist, damit das Zeug einfach abprallt. Und ich fand, es war supercool.“ BBC Radio 1 hat S&M Aufgrund der sexuellen Anspielung im Titel in Come On umbenannt.
Die Zeile „Sticks and stones may break my bones“ stammt aus einem Kinderreim, der erstmals 1894 in der britischen Sammlung Folk Phrases of Four Countries abgedruckt wurde. Dort geht es allerdings mit den Worten „but names will never hurt me“ weiter, während Rihanna mit „but chains and whips excite me“ fortsetzt.

## Kritiken
Andy Kellman von Allmusic lobte S&M als einen der besseren Dance-Pop-Songs des Albums, aber erklärte auch, es sei nicht so gut wie Rude Boy (2009). Sal Cinquenmani vom Slant Magazine und Thomas Conner von der Chicago Sun Times notierten S&M als eines der Lieder von Loud, die Rihannas dunklere Seite von Rated R zeigen. Cinquenmani beschrieb S&M als eine Anspielung auf Sadomasochismus, „die viele Ähnlichkeiten zu Janet Jackson hat“. James Skinner von BBC Music kritisierte die Nutzung von „sadomasochistischen“ Inhalten im Lied. Nadine Cheung von AOL Radio beschrieb das Lied als „sexy“ und ergänzte, „mit Rihannas verführerischen Reizen, wird das Lied jeder lieben.“

## Kommerzieller Erfolg

### Chartplatzierungen
| ChartsChartplatzierungen       | Höchstplatzierung | Wochen |
| ------------------------------ | ----------------- | ------ |
| Deutschland (GfK)              | 2 (28 Wo.)        | 28     |
| Österreich (Ö3)                | 4 (28 Wo.)        | 28     |
| Schweiz (IFPI)                 | 2 (32 Wo.)        | 32     |
| Vereinigte Staaten (Billboard) | 1 (26 Wo.)        | 26     |
| Vereinigtes Königreich (OCC)   | 3 (40 Wo.)        | 40     |

| ChartsJahrescharts (2011)      | Platzierung |
| ------------------------------ | ----------- |
| Deutschland (GfK)              | 26          |
| Österreich (Ö3)                | 17          |
| Schweiz (IFPI)                 | 25          |
| Vereinigte Staaten (Billboard) | 12          |
| Vereinigtes Königreich (OCC)   | 12          |

### Auszeichnungen für Musikverkäufe
| Land/Region                  | Auszeichnungen für Musikverkäufe (Land/Region, Auszeichnung, Verkäufe) | Verkäufe   |
| ---------------------------- | ---------------------------------------------------------------------- | ---------- |
| Australien (ARIA)            | 6× Platin                                                              | 420.000    |
| Belgien (BRMA)               | Platin                                                                 | 30.000     |
| Brasilien (PMB)              | Diamant                                                                | 250.000    |
| Dänemark (IFPI)              | 2× Platin                                                              | 180.000    |
| Deutschland (BVMI)           | 3× Gold                                                                | 900.000    |
| Finnland (IFPI)              | Gold                                                                   | 5.073      |
| Frankreich (SNEP)            | —                                                                      | 135.500    |
| Italien (FIMI)               | Platin                                                                 | 30.000     |
| Neuseeland (RMNZ)            | 4× Platin                                                              | 120.000    |
| Schweden (IFPI)              | 3× Platin                                                              | 120.000    |
| Schweiz (IFPI)               | Platin                                                                 | 30.000     |
| Spanien (Promusicae)         | Platin                                                                 | 60.000     |
| Vereinigte Staaten (RIAA)    | 6× Platin                                                              | 6.000.000  |
| Vereinigtes Königreich (BPI) | 3× Platin                                                              | 1.800.000  |
| Insgesamt                    | 2× Gold · 29× Platin · 1× Diamant ·                                    | 10.080.573 |

| Land/Region               | Auszeichnungen für Musikverkäufe (Land/Region, Auszeichnung, Verkäufe) | Verkäufe |
| ------------------------- | ---------------------------------------------------------------------- | -------- |
| Brasilien (PMB)           | Gold                                                                   | 30.000   |
| Vereinigte Staaten (RIAA) | Gold                                                                   | 500.000  |
| Insgesamt                 | 2× Gold ·                                                              | 530.000  |

## Musikvideo

### Hintergrund und Konzept
Das Musikvideo zu S&M wurde am Wochenende zum 15. Januar 2011 in Los Angeles gedreht. Regie führte Melina Matsoukas, die bereits die Regie zu Rihannas Videos zu Hard, Rude Boy und Rockstar 101 übernahm. Rihanna war auch an der Regie zum Musikvideo beteiligt und erdachte den kompletten Inhalt des Musikvideos. In einem Interview mit The Juice erklärte Matsoukas: „Das Inhalt des Musikvideos ist von Rihannas sadomasochistischer Beziehung mit den weltweiten Medien inspiriert … es ist kein Bündel von Peitschen und Ketten.“ Sie fügte weiterhin hinzu: „Es ist ein raffiniertes, farbenfrohes, poppiges und sexuelles Video, das Rihanna von ihrer heißesten Seite zeigt, so wie wir sie kennen und lieben. Sie liebt die Kunst der sexuellen Musikvideos und lässt sich dadurch inspirieren und wird noch erfolgreicher. Sex Sells ist das Kapital von Rihanna und ihrem Erfolg.“ Das Video basiert auch auf den Werken der Fotografen David LaChapelle und Philipp Paulus, welche dafür bekannt sind, mit ausgefallenen Farben, Humor und hypersexueller Kunst zu arbeiten. Am 27. Januar 2011 veröffentlichte Rihanna auf ihrer persönlichen YouTube-Seite „Rihanna-Vevo“ einen 48-sekündigen Ausschnitt des „Making-of“-Video zu S&M. Am 1. Februar 2011 veröffentlichte Rihanna das komplette Musikvideo zu S&M auf ihrer „Rihanna-Vevo“.

### Rezeption
Brad Wete von der Entertainment Weekly kommentierte: „…mit Textzeilen wie [“Sticks and stones may break my bones/ But chains and whips excite me”] war ein „riskantes“ Musikvideo von Rihanna, wie immer, zu erwarten und Rihanna bestätigte es letztlich“. Ann Oldenburg von USA Today fügte hinzu: „Sie zeigt den Celebrity Blogger Perez Hilton als Hund in dem Musikvideo und führt ihn an einer Hundeleine.“ Reporter von 92.3 Now erklärten, dass sie jedes Mal, wenn sie das Musikvideo sähen, etwas „Brandneues und Sexuelles“ wahrnähmen. Reporter vom OK! Magazin, sagten: „es ist heiß, kitschig, sexuell, erotisch, erfolgreich und Rihanna-mäßig, so wie wir es erwartet haben.“ Kevin O’Donnell vom Spin Magazin bezeichnet das Musikvideo als „sexuell belastetes Musikvideo“ und sagte: „Es die Art von Musikvideo, die in den 90er Jahren keiner gemacht hätte und heute jeder auf YouTube sehen kann.“ Willa Paskin vom New York Magazin schrieb, dass Madonna und Lady Gaga die Vorreiter der S&M-thematisierten Musikvideos waren, aber Rihanna gehe noch aggressiver an die Sache: „Sie praktiziert S&M, wann immer sie will und sie inszeniert es sehr real und wirklich, mit ihrem Hauch von Erotik und Sexualität. Davon können Madonna und Lady Gaga nur träumen.“

### Sperrung des Musikvideos
Nach seiner Veröffentlichung wurde das Musikvideo wegen des zu sexuellen und pornografischen Inhalts sofort in elf Ländern gesperrt. Das Musikvideo wurde bei YouTube auch für Minderjährige gesperrt, nur erwachsene Personen dürfen das Musikvideo dort sehen. Eine freundlichere Version des Musikvideos wurde nach der Sperrung auf Rihannas offizieller Website veröffentlicht. Melina Matsoukas, die die Regie übernahm, erklärte in einem Interview mit MTV News zur Sperrung:

„Wenn ich vorhabe etwas zu machen, will ich es provokativ gestalten – aber nicht, dass das Musikvideo gesperrt wird, ich will, dass meine Musikvideos immer gespielt werden – aber nur wenn ein Musikvideo provokativ ist […] wird darüber geredet und diskutiert, und nur so wird das Musikvideo ein großer Erfolg.“

### Plagiat und Prozess
Die Diskussionen um das Musikvideo gingen weiter, als es erste Plagiatsvorwürfe an Rihanna gab. Das Musikvideo soll von Fotografien der Vogue Italia zwischen 1995 und 2002, David LaChapelle und Philipp Paulus, abgekupfert sein. Viele Kritiker verglichen Chapelles und Paulus Fotografien mit den Bildern aus dem Musikvideo und erkannten sofort eine direkte Ähnlichkeit. Einige Tage nach den ersten Vergleichen verklagte LaChapelle Rihanna und Matsoukas.
Das Musikvideo ist geradezu identisch mit dem Set, den Szenarien und dem Styling von Chapelles und Paulus’ Fotografien. Bei Paulus’ Fotografien gab es zwei direkte Übereinstimmungen mit der Modestrecke Paperworld, über die auch die Vogue berichtet hat.
LaChapelle verklagte Rihanna bezüglich acht seiner Bilder, die sie im Musikvideo zu S&M kopiert habe.

## Auftritte

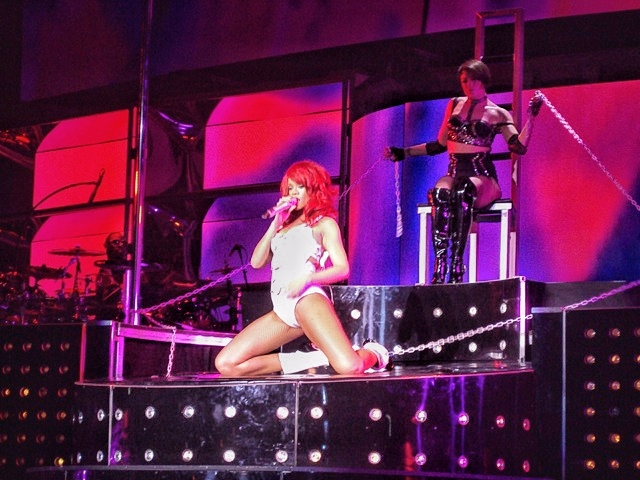
Rihanna singt „S&M“ auf ihrer Loud Tour in Oakland, Kalifornien am 30. Juni 2011.

Rihanna sang S&M das erste Mal bei den Brit Awards 2011 in London, am 15. Februar 2011, als Medley mit den weiteren Singles von Loud, Only Girl (In the World) und What’s My Name?, live. Am 22. Mai 2011 eröffnete Rihanna mit Britney Spears die Billboard Music Awards 2011 in Las Vegas. Zur Eröffnung trat Rihanna mit Britney Spears auf und sang die Remix-Version von S&M. Dies war Spears erste Performance bei einer Awardshow seit 4 Jahren.

## Mitwirkende
Die folgenden Personen wirkten an der Entstehung des Lieds S&M mit:
| - Songwriting: Mikkel S. Eriksen, Tor Erik Hermansen, Sandy Wilhelm, Ester Dean - Gesang: Rihanna - Instrumentierung: Mikkel S. Eriksen, Tor Erik Hermansen, Sandy Vee | - Toningenieur: Kuk Harrel - Assistenz: Bobby Campbell, Damien Lewis - Produktion: Stargate, Sandy Vee |